# Wedaustadion
El Wedaustadion era un estadio multiusos ubicado en la ciudad de Duisburgo en Alemania y fue la sede del MSV Duisburg.

## Historia
El estadio fue inaugurado en 1921 y un año después se utilizó por primera vez para deportes con motivo del Campeonato Alemán de Atletismo. La inauguración oficial tuvo lugar en 1926 por el entonces alcalde Karl Jarres. En la inauguración ya se habían puesto al día los habitantes de Elberfeld, Köln y Düsseldorf, y se crearon otros lugares atractivos en el oeste de Alemania.
Antes de que se decidiera la fundación de la Bundesliga de Alemania, el Ayuntamiento de Duisburgo decidió modernizar el Wedaustadion a principios de los años 60. De 1962 a 1964 se construyó, según el diseño y la dirección del arquitecto de Mülheim, Baden, Franz Kurowski (1928-1981), la que sería la tribuna más moderna de la época en Alemania Occidental con 6.500 asientos cubiertos y otros 3.428 asientos en la tribuna delantera. Al mismo tiempo, el entonces ingeniero Julius Dedy hizo construir un nuevo sistema de iluminación.
Cuando quedó claro que el MSV Duisburg (que entonces todavía se llamaba Meidericher SV) debía pertenecer al grupo de los miembros fundadores de la Bundesliga de Alemania, la ciudad dejó claro que este club del distrito norte tendría que jugar sus partidos en casa.
El techado completo del estadio estaba previsto que se hiciera en los años 1970 pero nunca se llevó a cabo. En 1973 se celebró en el Wedaustadion el Campeonato europeo juvenil de atletismo. Para este evento, el estadio recibió una pista sintética que fue reemplazada por una nueva para la Universiada en 1989.
La Universiada fue también el momento de realizar las obras de renovación y ampliación más importantes hasta la fecha en el estadio y sus alrededores. Junto a la pista de atletismo se construyó una nueva tribuna, un marcador electrónico y un sistema de codificación de colores, lo que permitió a los espectadores encontrar fácilmente sus asientos. Las filas permanentes ya habían sido reemplazadas poco antes.
En su última ampliación el estadio tenía una capacidad para 30.112 espectadores, incluidas alrededor de 10.000 asientos en las gradas principal y delantera. Pero incluso con estas medidas, el estadio siguió siendo un lugar por debajo del promedio que ya no cumplía con los estándares. Una falta crónica de dinero impidió la construcción de una tribuna. Sólo fue suficiente un techo corto de 50 metros de ancho para los asientos del lado oeste. 
El estadio fue demolido en 2003 para hacer uno nuevo, el MSV-Arena.

## Partidos internacionales
El Wedaustadion sólo fue sede de dos partidos internacionales: El 23 de noviembre de 1924 la selección alemana de fútbol dirigida por Sepp Herberger se enfrentó por primera vez a Italia en suelo alemán ante 40.000 espectadores . Aunque en aquel momento el estadio aún no estaba completamente terminado, la DFB decidió disputar el partido internacional en Duisburg. En 1933 la selección alemana jugó contra Bélgica.
| Fecha                   | Local          | Visitante | Resultado |
| ----------------------- | -------------- | --------- | --------- |
| 23 de noviembre de 1924 | Imperio alemán | Italia    | 0-1       |
| 22 de octubre de 1933   | Imperio alemán | Bélgica   | 8-1       |